# جشمة كبود (شيروان)
جشمة کبود (بالفارسية: چشمه‌کبود) هي مستوطنة تقع في إيران في قسم شیروان الريفي. يقدر عدد سكانها بـ 39 نسمة .